# Coptotettix sauteri
Coptotettix sauteri är en insektsart som beskrevs av Günther, K. 1941. Coptotettix sauteri ingår i släktet Coptotettix och familjen torngräshoppor. Inga underarter finns listade i Catalogue of Life.